# Merkwitz (Taucha)
Merkwitz ist ein Gemeindeteil der sächsischen Stadt Taucha im Landkreis Nordsachsen.

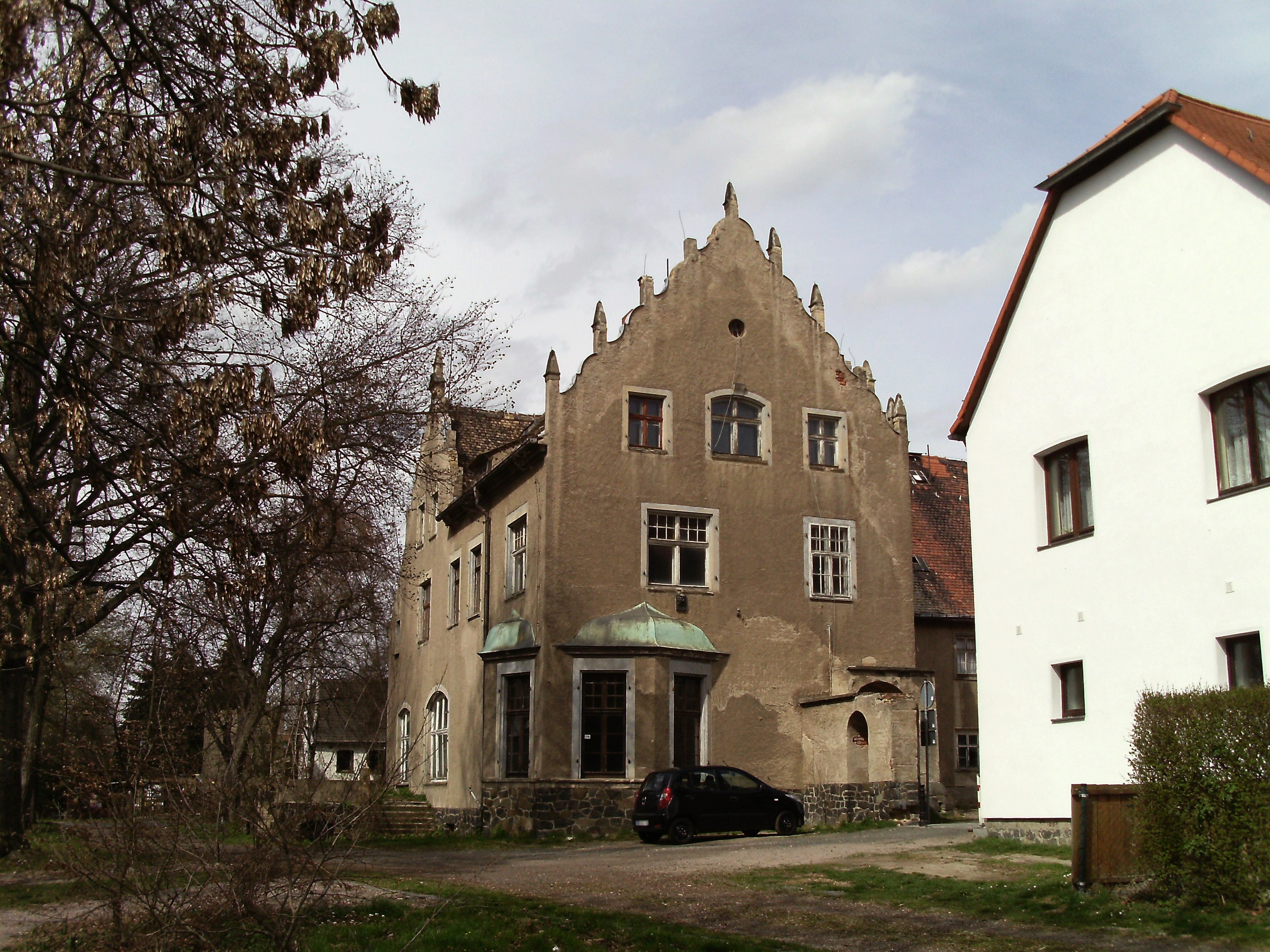
Herrenhaus des Gutes Merkwitz

## Geografie
Merkwitz liegt etwa 4 km nordnordöstlich des Stadtzentrums von Taucha. Westlich von Merkwitz liegt das 2005 eröffnete BMW-Werk Leipzig.
Nachbarorte von Merkwitz sind Gottscheina im Norden, Pönitz im Osten, Seegeritz im Süden, Plaußig im Südwesten sowie Hohenheida im Nordwesten.

## Geschichte

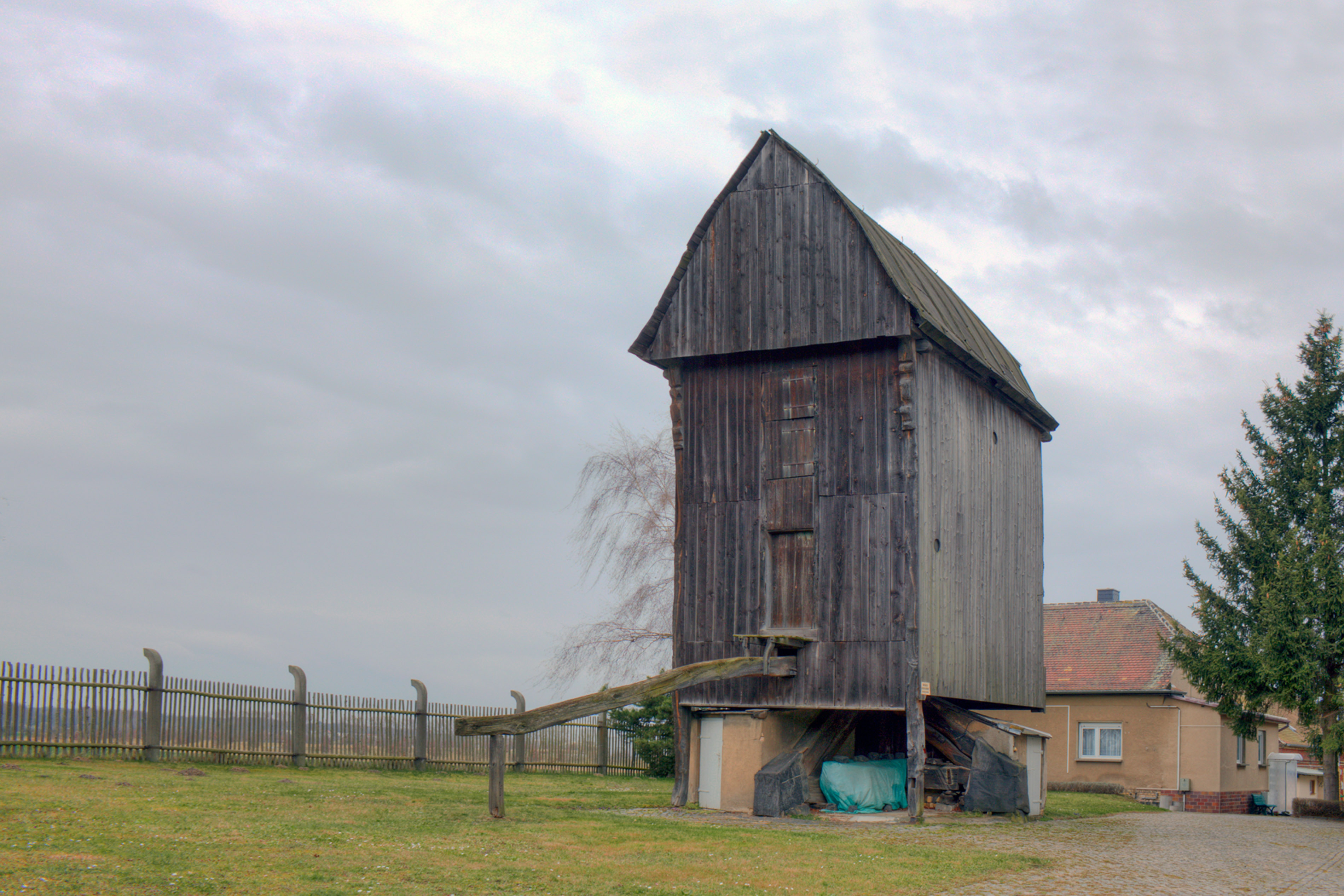
Windmühle

Die erste belegte Ortsnamenform datiert von 1266 als Merkwiz. Wie Hohenheida und Gottscheina war Merkwitz seit 1438 eines der drei alten Universitätsdörfer. Fast 400 Jahre lang bezog die Universität Leipzig als Grundherrschaft Einkünfte aus dem Dorf. August Schumann nennt 1819 im Staats-, Post- und Zeitungslexikon von Sachsen Merkwitz betreffend u. a.: 

„Es hat 22 Häuser, 110 Einwohner, 8 ¼ Magazinhufen, ein Beigeleite von Leipzig, und ist nach Hohenheida eingepfarrt. Unter den Häusern sind 8 Güter, 1 Gasthof und eine kleine Schenke.“

Merkwitz lag bis 1856 im kursächsischen bzw. königlich-sächsischen Kreisamt Leipzig. Ab 1856 gehörte der Ort zum Gerichtsamt Taucha und ab 1875 zur Amtshauptmannschaft Leipzig. 1973 wurde Seegeritz in die damals selbstständige Gemeinde Merkwitz eingemeindet, die seit 1952 im Nordosten des damaligen Kreises Leipzig-Land im Bezirk Leipzig lag. Zum 1. Juli 1992 wurde Merkwitz mit Seegeritz nach Taucha eingegliedert.

## Entwicklung der Einwohnerzahl
| Jahr | Einwohnerzahl                           |
| ---- | --------------------------------------- |
| 1551 | 12 besessene Mann, 6 Dienstboten        |
| 1764 | 11 besessene Mann, 7 Häusler, 8 ⅛ Hufen |
| 1834 | 150                                     |
| 1871 | 193                                     |

| Jahr | Einwohnerzahl |
| ---- | ------------- |
| 1890 | 225           |
| 1910 | 222           |
| 1925 | 224           |
| 1939 | 220           |

| Jahr | Einwohnerzahl |
| ---- | ------------- |
| 1946 | 299           |
| 1950 | 317           |
| 1964 | 300           |
| 1990 | 512           |